# Віцько (Поморське воєводство)
Віцько (пол. Wicko) — село в Польщі, у гміні Вицько Лемборського повіту Поморського воєводства.
Населення — 664 особи (2011).
У 1975-1998 роках село належало до Слупського воєводства.

## Демографія
Демографічна структура станом на 31 березня 2011 року:
|          | Загалом | Допрацездатний вік | Працездатний вік | Постпрацездатний вік |
| -------- | ------- | ------------------ | ---------------- | -------------------- |
| Чоловіки | 329     | 65                 | 237              | 27                   |
| Жінки    | 335     | 59                 | 191              | 85                   |
| Разом    | 664     | 124                | 428              | 112                  |